# Prix Lumières 2024
Die 29. Verleihung der Prix Lumières fand am 22. Januar 2024 im Forum des images in Paris statt. Die von der Académie des Lumières vergebenen Filmpreise für die aus ihrer Sicht besten französischen und internationalen Produktionen des Kinojahres 2023 wurden in 13 Kategorien verliehen.

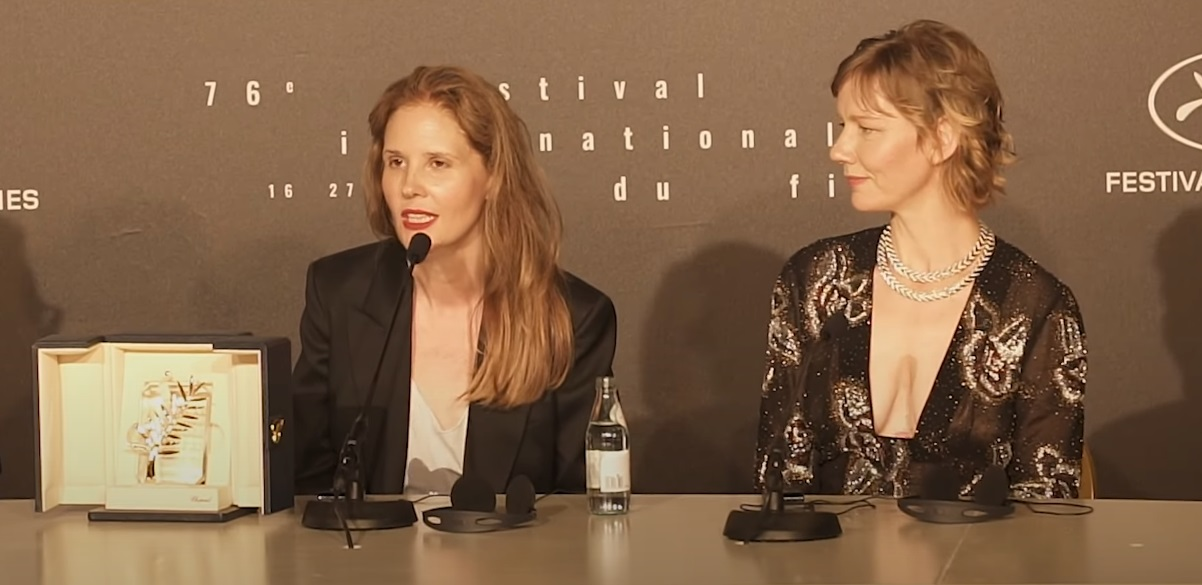
Justine Triet (links) und Sandra Hüller mit der gewonnenen Goldenen Palme in Cannes für Anatomie eines Falls

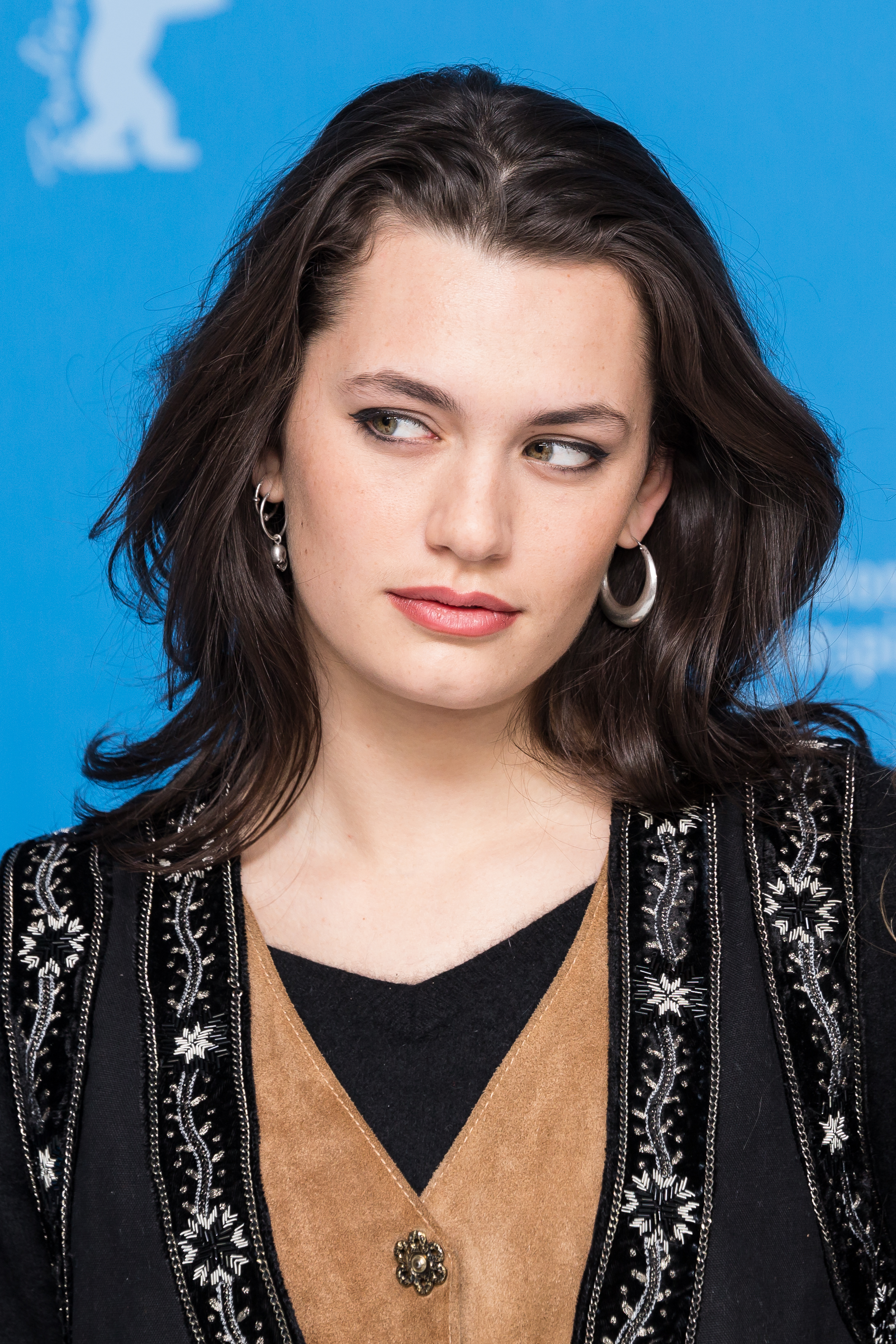
Ausgezeichnet als beste Nachwuchsdarstellerin: Ella Rumpf Die Gleichung ihres Lebens (Le théorème de Marguerite)

Die Nominierungen wurden am 14. Dezember 2023 bekanntgegeben. Als Favorit in die Preisverleihung ging Justine Triets Spielfilm Anatomie eines Falls, der unter anderem bereits im letzten Jahr die Goldene Palme des Filmfestivals von Cannes und den Europäischen Filmpreis gewonnen hat. Das Justizdrama mit der deutschen Schauspielerin Sandra Hüller in der Hauptrolle wurde in sechs Kategorien berücksichtigt (Film, Regie, Drehbuch, Darstellerin, Nachwuchsdarsteller, Kamera). Die schweizerisch-französische Schauspielerin Ella Rumpf erhielt für ihre Titelrolle als brillante aber desillusionierte Mathematikstudentin in Anna Novions Tragikomödie Die Gleichung ihres Lebens (Le théorème de Marguerite) den Preis als beste Nachwuchsdarstellerin.
Die Preisträger wurden von Vertretern ausländischer Medien gekürt, weshalb die Prix Lumières auch als französisches Pendant zu den Golden Globe Awards und als Stimmungsbarometer für die bevorstehende César-Verleihung gelten. Bei der letzten Auflage im Jahr 2023 waren 130 Pressevertreter aus 40 Ländern stimmberechtigt und wählten das wenig später mit dem César prämierte Krimidrama In der Nacht des 12. zum besten Film des Jahres.

## Preisträger und Nominierungen
| Film                 | N | A |
| -------------------- | - | - |
| Anatomie eines Falls | 6 | 3 |
| Animalia             | 5 | 1 |
| Der Fall Goldman     | 5 | 1 |
| Disco Boy            | 4 | 1 |
| Im letzten Sommer    | 4 | 0 |
| Le ravissement       | 3 | 1 |
| Goutte d’or          | 3 | 0 |
| Schrottplatzköter    | 2 | 1 |
| Linda will Hühnchen! | 2 | 1 |
| Olfas Töchter        | 2 | 1 |
| Bernadette           | 2 | 0 |
| Vincent Must Die     | 2 | 0 |

### Bester Film
Anatomie eines Falls (Anatomie d’une chute) – Regie: Justine Triet, Produktion: Marie-Ange Luciani und David Thion
- nominiert:
  - Animalia (Le règne animal) – Regie: Thomas Cailley, Produktion: Pierre Guyard
  - Der Fall Goldman (Le procès Goldman) – Regie: Cédric Kahn, Produktion: Benjamin Elalouf
  - Goutte d’or – Regie: Clément Cogitore, Produktion: Jean-Christophe Reymond
  - Im letzten Sommer (L’été dernier) – Regie: Catherine Breillat, Produktion: Saïd Ben Saïd

### Beste Regie
Thomas Cailley – Animalia (Le règne animal)
- nominiert:
  - Catherine Breillat – Im letzten Sommer (L’été dernier)
  - Clément Cogitore – Goutte d’or
  - Cédric Kahn – Der Fall Goldman (Le procès Goldman)
  - Justine Triet – Anatomie eines Falls (Anatomie d’une chute)

### Bestes Drehbuch
Justine Triet und Arthur Harari – Anatomie eines Falls (Anatomie d’une chute)
- nominiert:
  - Thomas Cailley und Pauline Munier – Animalia (Le règne animal)
  - Quentin Dupieux – Yannick
  - Cédric Kahn und Nathalie Hertzberg – Der Fall Goldman (Le procès Goldman)
  - Iris Kaltenbäck – Le ravissement

### Beste Darstellerin
Sandra Hüller – Anatomie eines Falls (Anatomie d’une chute)
- nominiert:
  - Catherine Deneuve – Bernadette
  - Léa Drucker – Im letzten Sommer (L’été dernier)
  - Virginie Efira – Rien à perdre
  - Hafsia Herzi – Le ravissement

### Bester Darsteller
Arieh Worthalter – Der Fall Goldman (Le procès Goldman)
- nominiert:
  - Vincent Lacoste – Le temps d’aimer
  - Karim Leklou – Vincent Must Die (Vincent doit mourir)
  - Melvil Poupaud – L’amour et les forêts
  - Franz Rogowski – Disco Boy

### Beste Nachwuchsdarstellerin
Ella Rumpf – Die Gleichung ihres Lebens (Le théorème de Marguerite)
- nominiert:
  - Suzanne Jouannet – Der Königsweg
  - Louise Mauroy-Panzani – Àma Gloria
  - Park Ji-min – Ohne Rückkehr (Return to Seoul / Retour à Séoul)
  - Claire Pommet – La Vénus d’argent

### Bester Nachwuchsdarsteller
Raphaël Quenard – Schrottplatzköter (Chien de la casse)
- nominiert:
  - Arthur Harari – Der Fall Goldman (Le procès Goldman)
  - Samuel Kircher – Im letzten Sommer (L’été dernier)
  - Milo Machado Graner – Anatomie eines Falls (Anatomie d’une chute)
  - Abdulah Sissoko – Le jeune Imam

### Bestes Erstlingswerk
Le ravissement – Regie: Iris Kaltenbäck
- nominiert:
  - Bernadette – Regie: Léa Domenach
  - Schrottplatzköter (Chien de la casse) – Regie: Jean-Baptiste Durand
  - Disco Boy – Regie: Giacomo Abbruzzese
  - Vincent Must Die (Vincent doit mourir) – Regie: Stéphan Castang

### Beste internationale Koproduktion
About Dry Grasses (Kuru Otlar Üstüne) – Regie: Nuri Bilge Ceylan
- nominiert:
  - Das Blau des Kaftans (Le bleu du caftan) – Regie: Maryam Touzani
  - Lost Country – Regie: Vladimir Perišić
  - Les meutes – Regie: Kamal Lazraq
  - The Old Oak – Regie: Ken Loach

### Bester Dokumentarfilm
Olfas Töchter (Les filles d’Olfa) – Regie: Kaouther Ben Hania
- nominiert:
  - Auf der Adamant (Sur l’Adamant) – Regie: Nicolas Philibert
  - Little Girl Blue – Regie: Mona Achache
  - Notre corps – Regie: Claire Simon
  - La rivière – Regie: Dominique Marchais

### Bester Animationsfilm
Linda will Hühnchen! (Linda veut du poulet!) – Regie: Chiara Malta und Sébastien Laudenbach
- nominiert:
  - Interdit aux chiens et aux Italiens – Regie: Alain Ughetto
  - Mars Express – Regie: Jérémie Périn
  - Saules aveugles, femme endormie – Regie: Pierre Földes
  - Die Sirene (La Sirène) – Regie: Sepideh Farsi

### Beste Kamera
Jonathan Ricquebourg – Geliebte Köchin (La passion de Dodin Bouffant)
- nominiert:
  - Simon Beaufils – Anatomie eines Falls (Anatomie d’une chute)
  - David Cailley – Animalia (Le règne animal)
  - Hélène Louvart – Disco Boy
  - Sylvain Verdet – Goutte d’or

### Beste Filmmusik
Vitalic – Disco Boy
- nominiert:
  - Amine Bouhafa – Olfas Töchter (Les filles d’Olfa)
  - Clément Ducol – Linda will Hühnchen! (Linda veut du poulet!)
  - Andrea Laszlo De Simone – Animalia (Le règne animal)
  - Chloé Thévenin – La montagne